# Прибульці 3: Взяття Бастилії
«Прибульці 3: Взяття Бастилії» (фр. Les Visiteurs : La Révolution, дослівно — «Прибульці 3: Революція») — французький історично-фантастичний фільм-комедія, знятий Жан-Марі Пуаре. Є продовженням фільмів «Прибульці» (1993) та «Прибульці 2: Коридори часу» (1998). Прем'єра стрічки в Україні відбулась 7 квітня 2016 року. Фільм розповідає про пригоди графа Де Монмірая та його зброєносця Жакуя в часи Великої французької революції.

## Сюжет
Фільм є продовженням другої частини.
В останній раз відправившись в XX століття, Годфруа де Монмірай і його зброєносець Жакуй більше не повернулися в Середньовіччя. Вважаючи Годфруа безвісти зниклим, король Франції Людовик VI має намір поділити його землі між іншими васалами, а замок де Монмірай знищити. Щоб врятувати володіння свого пана, воїни Годфруа вирушають за допомогою до Евсебіуса, але виявляють його мертвим. У цей момент з'являється його дочка, відьма, яка повідомляє воїнам, що їх пан насправді не пропав, а знаходиться в майбутньому. Через перебування в коридорах часу він і Жакуй прискорено старіють.
Герої прибувають в 1793 рік, де їх беруть під арешт як англійських шпигунів і засуджують до смерті через гільйотину. На суді присутня дружина громадського обвинувача Жакуйє, чергового нащадка Жакуя. Вона приймає Жакуя за покійного дядька Жакуйє. У Франції йде кровопролитна революція, вищі стани знаходяться під загрозою знищення, аристократи рятуються втечею. Годфруа організовує бунт в камері смертників і героям вдається втекти разом з новим знайомим Лоренцо Бальдіні, який залишається в боргу за порятунок життя.
Жакуйє має намір заволодіти замком де Монмірай, але перед цим винищити все сімейство. Годфруа, Жакуй і Лоренцо вирушають до замку, де Годфруа представляється своїм нащадкам як австрійський кузен Курт, який допоможе Монміраям втекти з країни. Все сімейство вирушає до Парижа, з ризиком для життя минаючи на дорогах пости народної поліції. Годфруа дізнається, що його нащадок Гонзаг боягузливо змінив прізвище на де Мольфет і став прихильником революції. Оскільки Годфруа і Жакуй були в майбутньому, вони знають, що незабаром Жакуйє заарештує Гонзага, після чого він буде страчений за наказом Максиміліана Робесп'єра. Повіривши своїй дружині, Жакуйє намагається прикрити Жакуя і Годфруа від поліції. Обставини складаються так, що Робесп'єр, Жакуй, Годфруа і Жакуйє вечеряють за одним столом. Робесп'єр наказує Жакуйє протягом 48 годин знайти і стратити бунтівників, які організували бунт в камері смертників. За порадою Годфруа соратники Робесп'єра радять взяти Жакуйє прізвище Жакар. Від одного з соратників герої дізнаються про місцеву чародійку. При зустрічі з нею, вони дізнаються, де знаходиться нащадок Евсебіуса, який приготує їм зілля для повернення в свій час. Перед відходом Годфруа повідомляє Гонзагу про його майбутнє і про те, що рід де Монмірай необхідно продовжити. Поліція бачить Жакуя і Годфруа, після чого починається гонитва на екіпажах. В останній момент герої разом з чарівником здійснюють переміщення в часі.
Всі троє приходять в себе в лісі поблизу замку де Монмірай. Годфруа радіє поверненню додому, а Жакуй як і раніше хоче в майбутнє, де можна їздити на автомобілях. У цей момент вони помічають розвієнний над замком прапор Третього Рейху і німецьких солдатів. У замку на правах керуючого готелем, проживає нащадок Жакуя Едмон Жакар і його юний син Жак-Анрі. Проникнувши в замок через таємний вхід, Годфруа, Жакуй і чарівник трапляються на очі німцям. Чарівника заарештовують, а героям вдається втекти. У лісі вони стикаються з французькими партизанами, серед яких виявляється нащадок Гонзага.

## У ролях
- Крістіан Клав'є — Жакуй
- Жан Рено — Граф Годфруа Де Монмірай
- Франк Дюбоск — Гонзаг де Монмірай
- Алекс Лутц — Робер де Монмірай
- Карін Віар — Аделаїда Де Монмірай
- Сільвія Тестю — Шарлотта Робесп'єр
- Марі-Анн Шазель — Пруні